# David D’Or

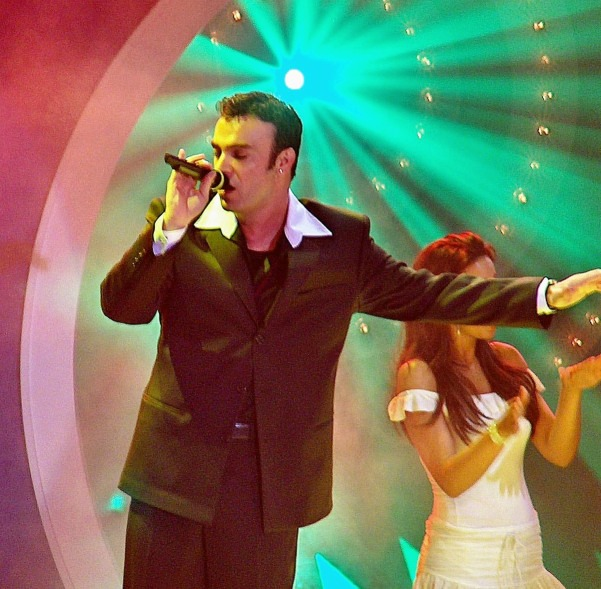
David D’Or beim Eurovision Song Contest 2004

David D’Or (* 2. Oktober 1965 in Cholon, Israel; eigentlich David Nehaisi) ist ein israelischer Countertenor.

## Leben und Wirken
David D’Or ist weltweit tätig und gab Konzerte für den thailändischen König Bhumibol Adulyadej und für den Papst Johannes Paul II. in der Vatikanstadt.
1991 startete er seine Musikkarriere als Tenor. Im selben Jahr sang er eine Solopartie in den Carmina Burana von Carl Orff. 2001 war er in Israel der Sänger des Jahres.
2004 nahm er für Israel beim Eurovision Song Contest in Istanbul teil. Sein Song To Believe erreichte den 11. Platz im Semifinale und verpasste das Finale.

## Diskografie

### Alben
- 1992: David D’Or
- 1993: Begovah Mishtane
- 1995: David & Shlomo
- 2001: Baneshama – In the Soul
- 2004: Lehaamin – To Believe
- 2006: Kmo Hamurach – Like the Wind
- 2007: Halelu
- 2010: Ha'olam She'ani Metzayer
- 2011: הקול קלאסי
- 2013: האוסף
- 2019: משהו טוב

### Live-Alben
- 1998: Live Show (mit Etti Ankri)
- 2007: Live Concert

### EPs
- 2004: להאמין

### Singles (Auswahl)
- 1998: לוליטה (mit Etti Ankri)
- 2004: Leha’amin (To Believe)
- 2021: שמור על העולם (mit Anna Zak)
- 2021: שיר לגבריאל (mit Hila Saada)
- 2023: לא יכול בלעדייך (mit Yasmin Levy)